# Сема
Се́ма — дифференциальный семантический признак, компонент значения, который выявляется при сопоставлении значений разных слов. Является нечленимой составной частью лексического значения (семемы).
Например: слова хороший — нехороший различаются семой отрицания.
Процедура выделения сем в значении слов называется компонентным анализом и проводится путём выстраивания бинарных оппозиций.
Идеографический словарь содержит в качестве единиц семы.